# Festival international des cinémas d'Asie de Vesoul 2015
Le Festival international des cinémas d'Asie de Vesoul 2015, 21e édition du festival, s'est déroulé du 10 février 2015 au 18 février 2015.

## Jury

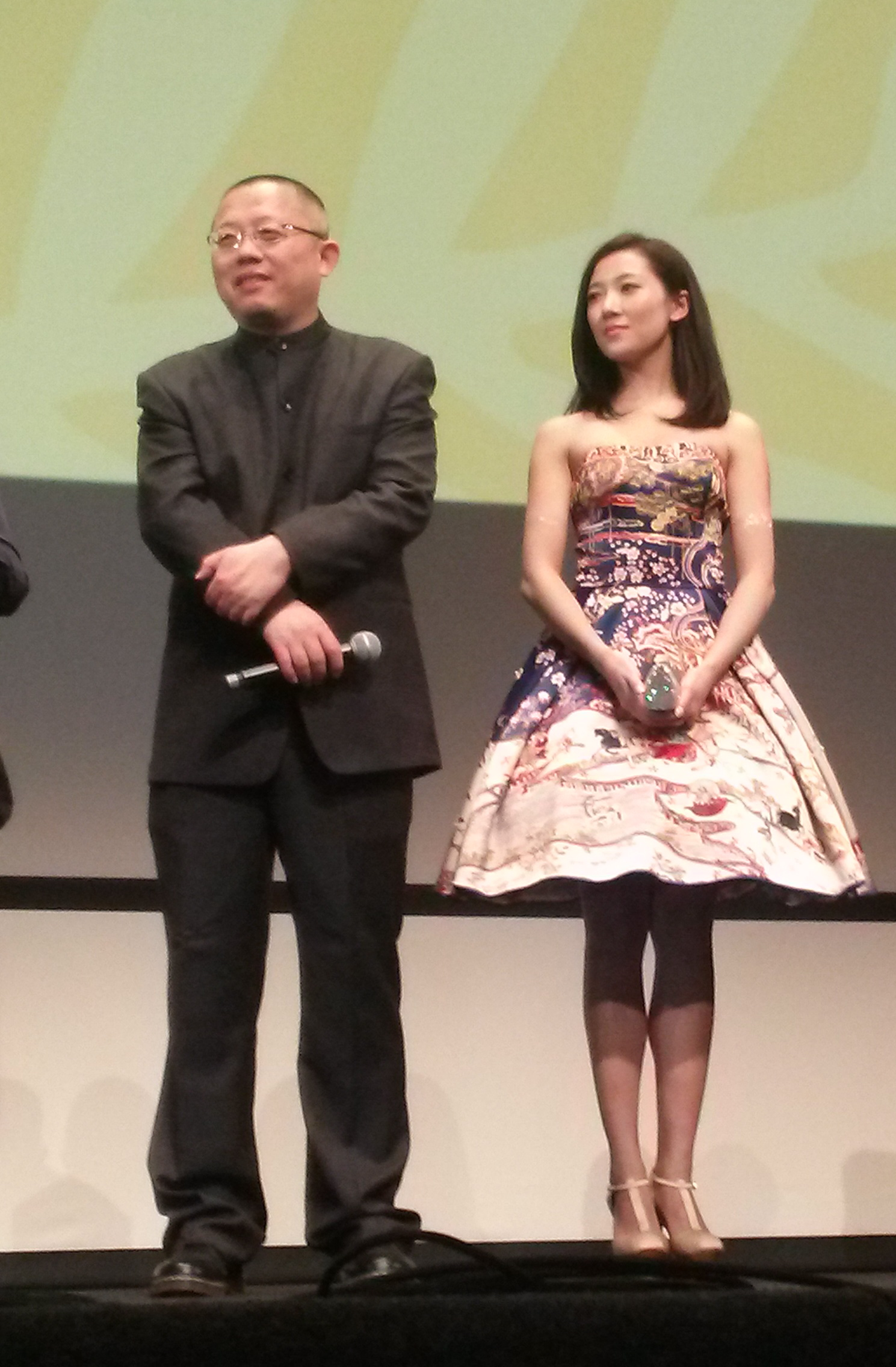
Wang Chao, président du jury 2015.

- Wang Chao (président du jury), réalisateur  Chine[1]
- Laurence Guillen, réalisatrice Philipinnes
- Mohammad Rasoulof, réalisateur  Iran
- Prasanna Vithanage, réalisateur  Sri Lanka

## Sélection

### En compétition
- Bwaya de Francis Xavier Pasion[1]
- Exit de Chienn Hsiang
- One summer de Yang Yishu
- Melbourne de Nima Javidi
- The Monk de The Maw Naing
- Kurai Kurai : tales of the wind de Marjoleine Boonstra
- A matter of interpretation de Lee Kwang-kuk
- Margarita, with a Straw de Shonali Bose et Nilesh Maniyar

## Palmarès
- Cyclo d'or : Bwaya de Francis Xavier Pasion[1]
- Grand prix du jury : Exit de Chienn Hsiang
- Prix du Jury : One summer de Yang Yishu / Melbourne de Nima Javidi
- Mention spéciale : Walnut Tree de Yerlan Nurmukhambetov
- Prix de la critique : Exit de Chienn Hsiang